# Ruprecht VII. (Nassau-Sonnenberg)
Ruprecht VII. von Nassau-Sonnenberg († 4. September 1390) genannt der Kriegerische, war der jüngste Sohn des Grafen Gerlach I. von Nassau und dessen zweiter Frau Irmengard von Hohenlohe-Weikersheim.

## Leben
Ursprünglich sollte Ruprecht Kleriker werden, während sein älterer Bruder Kraft Graf auf der väterlichen Burg Sonnenberg werden sollte. Doch Kraft fiel auf französischer Seite in der Schlacht von Maupertuis im Jahre 1356. Somit wurde beschlossen, dass Ruprecht sein Nachfolger auf Sonnenberg werden solle. Ruprecht war seit 1355 Amtmann für den Erzbischof von Mainz, seinen Halbbruder Gerlach, in der Burg Amöneburg. 1360 wurde er von seinen Halbbrüdern Adolf I. von Nassau-Wiesbaden-Idstein und Johann I. von Nassau-Weilburg als Herr auf Sonnenberg anerkannt. Nur ein Jahr später starb der Vater, Gerlach I., und Ruprecht trat sein Erbe auf Sonnenberg an.
1362 heiratete Ruprecht Anna von Nassau-Hadamar († 21. Januar 1404), eine Tochter des Grafen  Johann von Nassau-Hadamar und der Elisabeth von Waldeck.
1367 versetzte Ruprecht einen Teil seiner Herrschaft an seinen Halbbruder Adolf; gleichzeitig verpfändet dieser jedoch wiederum einen Teil seines Wiesbadener Besitzes an Irmengard, Ruprecht und dessen Frau Anna. Die Gründe für diesen merkwürdigen Handel sind ungeklärt.
1369 begann eine Fehde mit Johann I. von Nassau-Dillenburg um von Hessen gehaltene Lehen, die Ruprecht für sich beanspruchte. Ruprecht unterstützte auch den Sternerbund, eine Rittervereinigung gegen den Landgrafen Heinrich II. von Hessen.
1370 starb sein Halbbruder Adolf, im Januar 1371, im Kloster Liebenau bei Worms, auch seine Mutter Irmengard, die nach dem Tode ihres Mannes Dominikanerin geworden war und im Ruf der Heiligkeit stand. Zudem lebten im gleichen Jahr Ruprechts Halbbrüder Johann und Erzbischof Gerlach ab.
Es folgte eine erneute Fehde mit Johann I. von Nassau-Dillenburg von 1372 bis 1374. Es gelang Ruprecht, die Burg Sonnenberg unbeschadet zu halten, aber die Stadt Nassau wurde so stark zerstört, dass sie einige Zeit lang aufgegeben wurde. Zum Schluss wurde die Stadt  Hadamar seiner Frau Anna übergeben. Ruprecht und Johann teilten sich das Land.

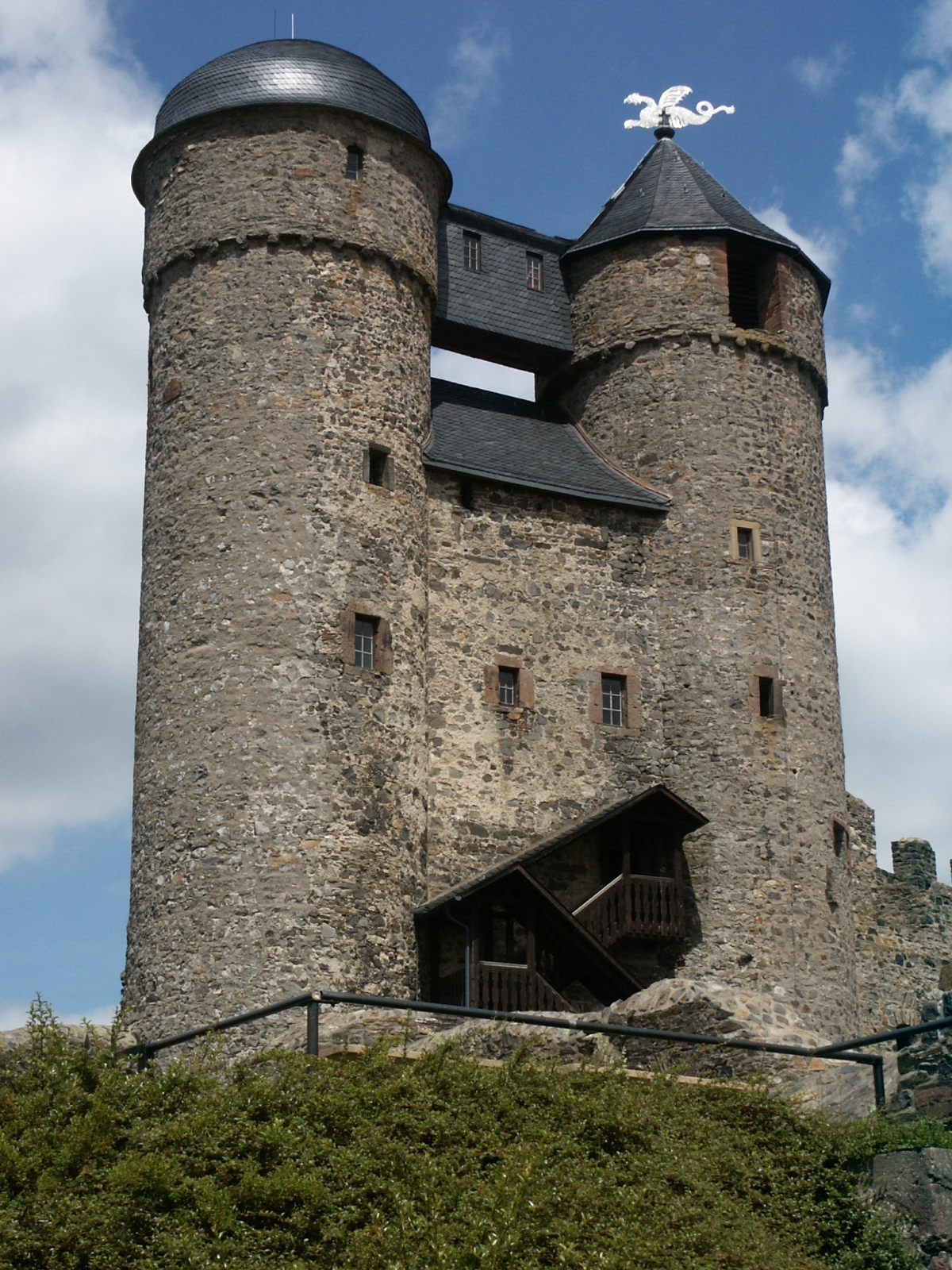
Doppeltürme auf Burg Greifenstein

1381 wurde Ruprecht von König Wenzel zum Landvogt der Wetterau ernannt. Das führte zur zweiten Fehde mit Nassau-Dillenburg (bis 1382), die schon sehr bald von der dritten 1382–1385 gefolgt wurde. In diesem Zusammenhang ist der Ausbau der Burg Greifenstein zu sehen, auf der 1382 zusammen mit dem Grafen von Solms-Burgsolms der markante Doppelturm (Nassauer- und Bruderturm) errichtet wurde.
Nach der Fehde trat er auf Seiten des rheinisch-wetterauischen Städtebundes in den Hattsteinischen Krieg gegen den Rheinadel ein.
Nach seinem Tod wurde Ruprecht in Kirchheimbolanden bestattet.